# Музейна справа
Музéйна спрáва — спеціальна галузь культурно-освітньої та наукової діяльності, яка здійснюється музеями щодо комплектування, збереження, вивчення і використання пам'яток природи, матеріальної і духовної культури.
Являє собою комплекс:
- національну музейну політику (музейне законодавство, музейне будівництво, організацію керівництва музеями);
- музеєзнавство;
- музейну практику.